# Авгур

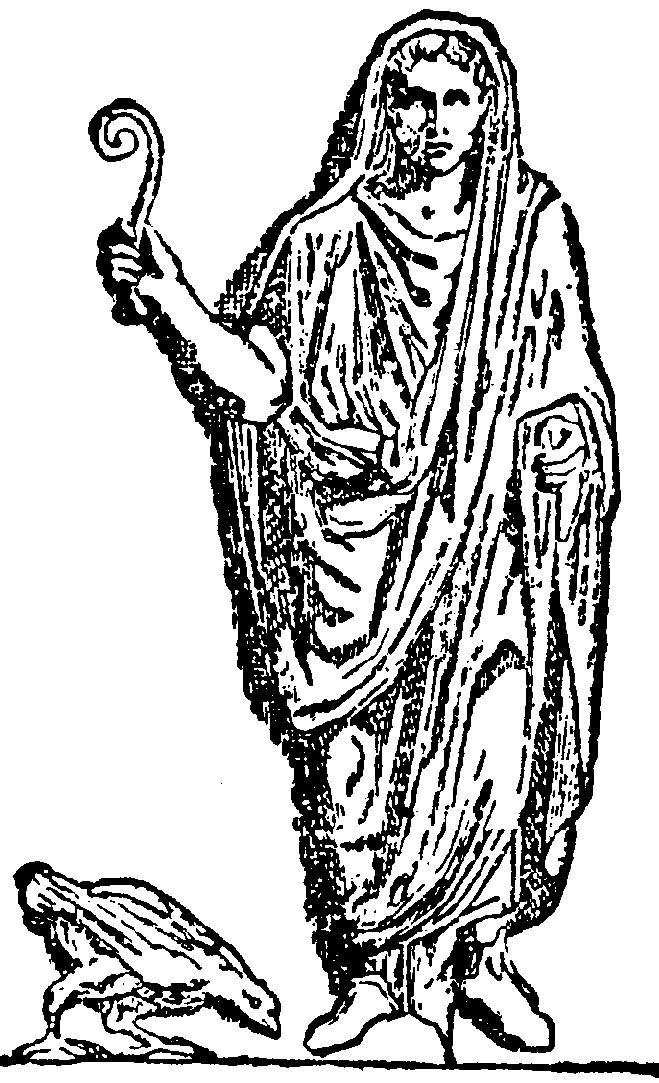
Сучасне зображення авгура зі священною куркою; він тримає-літуус, вигнуту паличку, яка часто використовується як символ передбачення на римських монетах

Авгури (лат. augures) — офіційні жерці, віщуни в Стародавньому Римі, які, спостерігаючи блискавки та інші явища природи, тлумачення снів, польоти й поведінку птахів, угадували волю богів і провіщали майбутнє. Авгури спочатку називалися ауспіціями  (лат. auspicium) , але, пізніше ауспекс вийшов з ужитку та був замінений на авгур. Ауспіціум зберігся як термін для спостереження за знаками. Назва augur, ймовірно, пов'язана з птахами (лат. aves), оскільки всім політичним зборам стародавніх римлян передували так звані «ауспіції» — церемонії передбачення майбутнього за польотом птахів.

## Історичний контекст та роль авгурів в Стародавньому Римі
Історичний контекст та роль авгурів в Стародавньому Римі була досить значущою для функціонування римського суспільства та прийняття важливих рішень. Авгури відіграли велику релігійну та політичну роль, були високошанованими особами та експертами з віщування та тлумачення знаків богів.
В Стародавньому Римі авгури були як пророки, які мали надприродні здібності та здатність спілкуватися з богами. Вони служили посередниками між людьми та божествами, тлумачили волю богів та передбачали майбутні події. Одним з основних методів віщування авгурів було спостереження за птахами, відоме як "пташина воля". Вони спостерігали за поведінкою птахів, їхнім польотом, співом та іншими діями, вважаючи це за знаки божественної волі. За допомогою цих спостережень вони визначали, чи поблажливі боги та чи приноситимуть майбутні події щастя чи нещастя.
Авгури за допомогою певних ритуалів і ауспіцій — випрошували в богів віщування. Коли боги «виражали» свою волю самі (затемнення сонця, посуха, повінь тощо), вплив авгурів був дуже великий: своїм тлумаченням волі богів вони могли припинити або відкласти народні збори, навіть скасувати ухвали зборів.

Роль авгурів була особливо важливою у політичній сфері Римської республіки та 	 Римської імперії. Вони надавали поради та пророцтва політичним та військовим лідерам, які враховували їхні рекомендації при прийнятті рішень. Авгури брали участь у засіданнях Сенату та допомагали визначати правильну стратегію військових кампаній. Вони також були присутні на важливих державних заходах та релігійних обрядах, щоб забезпечити відповідну волю богів.  
"Авгури відіграли велику роль у римському суспільстві, їхні пророцтва та віщування були високошанованими. Вони спостерігали за птахами та іншими природними знаками, впевнені, що це боги надсилають їм повідомлення та вказівки щодо подій, що мають настати. .
"
Саме через великий вплив авгурів на прийняття рішень їх роль і значення стали предметом сумнівів та критики з боку раціоналістів та скептиків. З плином часу із зростанням раціонального мислення та розвитком наукового підходу до світу, авгурат стали сприймати все менш серйозно. Вплив християнства також сприяв зменшенню значення авгурів, оскільки християнство відкидало практику віщування та приділяло більше уваги духовному внутрішньому світові людини.
Освічені римляни вже в 1 ст. до н. е. висміювали ворожбу авгурів, які, за словами Цицерона, глузливо перезиралися один з одним, ошукуючи віруючих. Звідси вислів «усміх авгура» — характеристика тих, хто вводить в оману, вдаючи що їм відомі незбагненні для інших таємниці.

## Роль авгурів у прийнятті рішень
Авгури в Стародавньому Римі відігравали важливу роль у процесі прийняття рішень. Вони були консультантами, які засновували свої рекомендації на тлумаченні знаків і пророцтвах богів. Їхнє завдання полягало в тому, щоб з'ясувати волю божественних сил і передати цю інформацію політичним лідерам та військовим командувачам.
Авгури вивчали природу, спостерігали за знаками, які вони вважали надісланими богами, і аналізували їх, щоб зрозуміти, які наслідки та результати можуть настати в результаті певної дії. Вони спеціалізувалися на розпізнаванні знаків, таких як птахи, блискавка, грім, зірки, форми хмар, вітри та інші природні явища. За допомогою цих знаків авгури намагалися передбачити майбутні події, включаючи війни, заснування нових міст та політичні рішення.

Їхні рекомендації та прогнози мали значний вплив на політичні рішення та стратегії Римської імперії. Політичні лідери часто зверталися до авгурів перед прийняттям важливих рішень, особливо у військових справах, оскільки авгури надавали їм надійну інформацію щодо успіху чи невдачі військових кампаній .  
"Деякі авгури виявили птаха, який був високо піднятий у повітрі і, зрозумівши це як попередження, вони закликали не розпочинати війну" 

## Методи віщування авгурів
Авгури, які виступали в ролі віщунів у Стародавньому Римі, використовували різні методи 	віщування для отримання інформації про знаки та пророцтва богів. Ось декілька методів віщування, які використовували авгури:
- Ауспіції(auspices): Авгури спостерігали за птахами, зокрема орлами, соколами та куропатками, і спиралися на їх рухи та поведінку, щоб визначити знаки божественної волі. Вони аналізували, як птахи літають, чи кричать, чи сідають на певні місця, і 	тлумачили ці знаки.[2]
- Гаруспіції (haruspices): Це був метод віщування, пов'язаний зі спостереженням за внутрішніми органами тварин, зокрема черепахи, ягняти або свині. Авгури аналізували структуру та зовнішність органів, їхні форми та ознаки, щоб зрозуміти волю богів.
- Інтерпретація сновидінь (oneiromancy): Авгури аналізували сни та інтерпретували  їх символи і зміст, щоб отримати ознаки та вказівки від богів. Вони вважали, що сни мають особливе значення та можуть передавати послання з надприродного світу.
- Чищення жертвоприношенням (extispicy): Цей метод включав розчленування жертвованих тварин і дослідження їхніх внутрішніх органів, зокрема печінки. Авгури аналізували форму, кольори, зморшки та інші особливості органів, щоб зрозуміти 	послання богів.[5]